# Miserere (Mozart)
Pour les articles homonymes, voir Miserere et K85.
Le Miserere en la mineur, K. 85/73s, est une courte œuvre vocale religieuse composée par Wolfgang Amadeus Mozart durant son séjour à Bologne, au cours de son voyage en Italie. L'œuvre a été écrite à la fin de juillet et au début d'août 1770, quand Mozart était âgé de quatorze ans.

## Structure
L'œuvre, qui comprend quatre-vingt-dix-huit mesures, est écrite pour trois voix a cappella (contralto, ténor et basse), pouvant être accompagnées par un orgue qui tient le rôle de la basse continue. Son interprétation dure une dizaine de minutes.
Elle est divisée en huit mouvements:
1. Miserere mei, Deus
2. Amplius lava me
3. Tibi soli
4. Ecce enim
5. Auditui meo
6. Cor mundum
7. Redde mihi laetitiam
8. Libera me